# 龙津铁角蕨
龙津铁角蕨（学名：[Asplenium longjinense] 错误：{{Lang}}：文本有斜体标记（帮助））为铁角蕨科铁角蕨属下的一个种。

## 扩展阅读
- 維基物種上的相關：龙津铁角蕨